# Condado de Butler (Iowa)
O Condado de Butler é um dos 99 condados do estado norte-americano de Iowa. A sede do condado é Allison, que é também a sua maior cidade. O condado tem uma área de 1507 km² (dos quais 3 km² estão cobertos por água), uma população de 15 305 habitantes, e uma densidade populacional de 10 hab/km² (segundo o censo nacional de 2000). O condado foi fundado em 1851 e recebeu o seu nome em homenagem a William Orlando Butler (1791–1880), militar da Guerra de 1812 e Guerra Mexicano-Americana e político do Partido Democrata.